# Francesco De Angelis (homme politique)
Pour les articles homonymes, voir Francesco De Angelis et De Angelis.
Francesco De Angelis, est un ancien député européen italien né le 4 octobre 1959 à Ripi. Il est membre du Parti démocrate.

## Biographie
Il est élu lors des élections européennes de 2009 dans la circonscription de l'Italie centrale.
Au parlement européen, il siège au sein de l'alliance progressiste des socialistes et démocrates au Parlement européen. Au cours de la 7e législature, il est membre de la commission du développement régional.